# Кос (муніципалітет)
Дім Кос (грец. Δήμος Κω) — дім Греції, створений згідно з програмою «Каллікратіс», яка набула чинності 1 січня 2011 року, об'єднанням вже існуючих муніципалітетів на острові Кос: Кос, Іраклідес і Дікеос. Площа муніципалітету 287,19 км², населення становить 30 947 осіб за переписом 2001 року. Адміністративний центр — місто Кос.